# Hélder Maurílio da Silva Ferreira
Hélder Maurílio da Silva Ferreira, genannt Helder (* 13. April 1988 in Ribeirão Preto), ist ein brasilianischer Fußballspieler. Der Außenverteidiger bestritt 68 Spiele in der französischen Ligue 1 und der rumänischen Liga 1.

## Karriere
Im Jahr 2008 kam er vom brasilianischen Zweitligisten EC Juventude, wo der Verteidiger in 51 Ligaeinsätzen vier Tore geschossen hatte, zum französischen Erstligisten AS Nancy. 2009 wurde er für ein Jahr an den rumänischen Erstligisten Rapid Bukarest ausgeliehen, welcher sich auch eine Kaufoption sicherte. 2010 wurde er an den Lokalrivalen Dinamo Bukarest weiterverliehen.
Im Rahmen eines erneuten Leihgeschäfts nahm ihn Anfang September 2010 der Ligakonkurrent FC Timișoara unter Vertrag. Dort erreichte er hinter Oțelul Galați die Vizemeisterschaft 2011. Im Sommer 2011 kehrte er nach Nancy zurück. Im Winter 2013 schloss er sich dem Internacional Porto Alegre in seiner Heimat Brasilien an. Dieser lieh ihn Mitte 2013 für ein halbes Jahr an Ceará SC in die Série B aus. Anfang 2014 verpflichtete ihn Ligakonkurrent Náutico Capibaribe. Nach neun Einsätzen wechselte er im November 2015 zu EC Juventude. Nach eineinhalb Jahren heuerte er im Mai 2016 bei América Mineiro in der Série A an. Mit América beendete er die Saison 2016 nur auf dem letzten Platz. Anfang 2017 wechselte er zu Goiás EC. Seitdem tingelt er durch verschiedene unterklassige Klubs, bei welchen er oft nur für einen Wettbewerb blieb.

## Erfolge
Timisoara
- Rumänischer Vizemeister: 2011

Internacional
- Staatsmeisterschaft von Rio Grande do Sul: 2013

Goiás EC
- Staatsmeisterschaft von Goiás: 2017